# HMS Carnation (1940)
HMS Carnation или His Majesty Ship «Carnation» (англ. Его Величества Корабль «Карнэйшн» — Гвоздика), в составе КВМС Нидерландов Hr. Ms. Friso или Harer Majesteits «Friso» (нидерл. Её Величества «Фризо») — британский и нидерландский корвет типа «Флауэр», участвовавший во Второй мировой войне.

## История
Заказ на строительство корабля поступил 25 июля 1939 года. Корвет был заложен 31 октября 1939 года на верфи «Гранжмаут Драй Док» в Шотландии. На воду спущен 8 июля 1940 года, в состав Королевского флота Великобритании введён 16 октября 1940 года. Участвовал в охране конвоев и борьбе с подлодками кригсмарине в Атлантике.
25 марта 1943 года «Карнэйшн» был выведен из состава Королевского флота Великобритании, а на следующий день передан ВМС Нидерландов в изгнании и переименован во «Фризо». Команду корвета набрали из моряков затонувшего минного тральщика «Ян ван Гельдер». В 1944 году у голландцев кончились средства на содержание корвета, и они вернули его британцам, которые, в свою очередь, законсервировали «Карнэйшн».
В 1948 году корвет был продан в Норвегию и переоборудован в торговое судно «Саузерн Лорел». В 1966 году устаревший корабль был разрезан на металл в Ставангере.